# Клод Адријан Хелвецијус
Клод Адријан Хелвецијус (фр. Claude Adrien Helvétius; Париз, 26. јануар 1715 – Париз, 26. децембар 1771) је био један од најистакнутијих француских филозофа осамнаестог века, поред Монтескјеа, Волтера, ла Метрија, Холбаха, и Дидроа, масон, песник и интелектуалац. Бавио се и проблемима васпитања и истицао огромну улогу васпитања у формирању човека. Захтевао је бољу организацију школа и наставе и истицао је велики значај просвете уопште.

## Биографија
Родио се у Паризу као потомак племићке породице. Школовао се код језуита и врло рано упознао са филозофијом Џона  Лока. На препоруку краљице добио је уносно радно  место  око прикупљања пореза, али се уверио у неправде феудалног поретка и напустио посао посветивши се филозофији.

## Рад
Иако се Хелвецијус бавио проблемима васпитања, он је био пре свега филозф. Написао је дело „О разуму“ (1758), које је за кратко време постало популарно, тако да је касније доживело многа издања и било преведено на многе европске језике. Због тога је одлуком Сорбоне било осуђено и 1759. године јавно спаљено као „опасно за основне хришћанске религије“. Његово друго велико дело  „О човеку и његовим умним способностима“ изашло је годину дана после његове смрти  1772. године (Дело је штампао руски кнез Галицин). Оба дела садрже занимљив материјал о педагошким размишљањима Хелвецијуса.

### Сензуалистичка гледишта
У области сазнања он је заступао сензуалистичка гледишта Џона  Лока, да нема ничега у разуму што претходно није било у чулима. Полазећи од оваквих гледишта Хелвецијус сматра да су осећања извор целокупне психичке делатности човека, а разлике које се јављају у понашању људи у великој мери зависе од интереса. Интереси су према Хелвецијусу све оно што нас може сачувати од неугодности, односно „добро је све оно што је у нашем интересу, што је корисно“. Он је дакле заступао мишљење да човек може да научи све, само треба пробудити у њему одговарајуће интересовање. У односу на природу човека  Хелвецијус истиче да се сви људи „рађају са истим способностима и једнако су надарени умним и физичким моћима“, што значи да природа не чини људе неједнакима, разлике настају под  утицајем васпитања, јер је човек у духовном погледу искључиво плод васпитања . 

### Педагошки погледи
Он не разликује специфичан васпитни утицај средине, већ под васпитањем разуме утицаје друштвене средине у најширем смислу речи. Такво схватање односа средине и васпитања служило му је да критикује тадашње феудално друштво. С обзиром на то да се разлике код људи јављају због различитог васпитања, Хелвецијус тражи да сви људи имају, једнака права на образовање, чиме је негирао аристократски монопол на васпитање. Дакле, у складу са својим историјским идеализмом, Хелвецијус је био убеђен да је васпитање свемоћно и да је човек у било ком  погледу продукт васпитања .

### Критика схоластике
Хелвецијус придаје велики значај науци јер се она заснива на искуству, критикујући при томе схоластику, њене методе и монопол свештенства у области школа. Заступао је мишљење да код деце треба развијати активност и уважавати њихова искуства, као и Русо, Хелвецијус је у овоме претеривао, мада се тиме изразито борио за бољу школу.

### Хелвецијусова схватања моралог васпитања
Моралном васпитању Хелвецијус посвећује доста простора, али критикује морал заснован на религији, и назива га „сплетом грубих заблуда и противуречности“. Одбацујући црквени морал, Хелвецијус истиче: „ Тешко нацијама које поповима поверавају васпитање својих грађана“ . Морално васпитање је могуће само ако правилно схватимо интерес и личну корист, ако сагледамо уску везу просвећености и морала. Лични интерес који је у основи сваког морала никако не противуречи друштвено м интересу.  Већ се напротив потпуно слаже са њим, јер „друштвено добро је врховни закон“.
За разлику од  Лока, Хелвецијус је давао предност друштвеом васпитању над индивидуалним. Он је тиме придавао важност школи, као социјалној средини, у којој се“ пружа могућност такмичења, оспособљава се потребан кадар... захтева се одређена строгост“.  Школу треба да организује држава, која је једина способна да ослободи човека предрасуда и празноверја, да створи човека-патриоту, човека који ће своје интересе прилагодити интересима нације и државе.

### Педагошке идеје француских материјалиста
Француски материјсалисти су сматрали материју као физичку реалност и указивали на свеопште узајамно дејство у природи. У теорији сазнања били су сензуалисти, сматрали су да се осећаји који се добијају из спољашњег света, извор сазнања. Другим речима, били су сензуалисти – материјалисти, сматрајући да је сазнање одраз спољашњег света у људској глави. Француски материјалисти прецењивали су утицај средине, а човека сматрали само као производ средине и васпитања. Ако су у односу на природу били  материјалисти, у односу на друштво  били су идеалисти, јер су сматрали да „мишљење уравља светом“. То је и разлог што разуму и васпитању поклањају изузетну пажњу као средство за успостављање новог друштва. Разуме се да су такве идеје утопистичке, ал су ипак за своје време представљале револуционарно напредно учење, јер су рушиле феудалне  теорије о урођеним идејама  и урођеним правима. Педагошке идеје француских филозофа и материјалиста осамнаестог века, међу којима су кључно место имали Хелвецијус и Дидро, утицали су на наступајуће догађаје, пре свега француску револуцију (1789), али и на педагошке концепције социјал-утописта деветнаестог века.